# Бесе ле Фроментал
Бесе ле Фроментал (фр. Bessais-le-Fromental) насеље је и општина у централној Француској у региону Центар (регион), у департману Шер која припада префектури Сент Аман Монрон.
По подацима из 2011. године у општини је живело 320 становника, а густина насељености је износила 12,43 становника/km². Општина се простире на површини од 25,75 km². Налази се на средњој надморској висини од 200 метара (максималној 241 m, а минималној 182 m).

## Демографија
| 1962. | 1968. | 1975. | 1982. | 1990. | 1999. | 2011. |
| ----- | ----- | ----- | ----- | ----- | ----- | ----- |
| 535   | 535   | 430   | 405   | 361   | 325   | 320   |

График промене броја становника у току последњих година